# Nemerle
Nemerle（ネマール）は.NETプラットフォーム上で動作する静的型付けの高級言語である。
手続き型、オブジェクト指向、関数型言語の機能を取り込んだハイブリッド言語であり、C#によく似た構文構造と強力なメタプログラミング機能が特徴となっている。
Wrocław University（ポーランド）のKamil Skalski、Michał Moskal、Prof. Leszek Pacholski、Paweł Olsztaらによって開発された。
現在ではロシアの開発コミュニティであるRSDNによって開発・保守がされているが、2012年よりJetBrainsがコア開発者を雇用して、"N2" と呼ばれる新規・既存言語を実装するためのフレームワークの開発に注力している。

## 特徴
おそらくNemerleの最も重要な特徴は、オブジェクト指向プログラミングと関数型プログラミングの両方を混在可能であるということであろう。プログラムのトップレベルではオブジェクト指向の構造を用いるが、メソッド本体には関数型のスタイルを用いることもできる。これは幾つかのプログラムにおいて非常に便利に機能する。以下に特徴的な機能を示す。
- 強い型推論
- マクロによる柔軟なメタプログラミング
- (C#やJava、C++のような文法の)オブジェクト指向プログラミング
- (ML、OCaml、Haskellのような文法の)関数型プログラミングの諸機能：
  - 高階関数
  - パターンマッチング
  - 代数的データ型
  - ローカル関数
  - タプルと匿名型
  - 関数の部分適用

メタプログラミング機能はコンパイラの高度な拡張を可能としており、プログラマの負担を可能な限り軽減しつつ、ドメイン固有言語の組み込み、部分評価、アスペクト指向プログラミングなどを可能にしている。
また、ジェネリックプログラミングやラムダや拡張メソッドなどといったCLIの全ての機能を利用することができ、.NETのライブラリをC#と同じくらい（あるいはそれ以上に）簡単に扱うことも可能である。
以下では、これらの機能をNemerle中でどのように利用できるかをいくつかの例を挙げて説明する。

### 型推論
```
def
 
x
 
=
 
1
;
           
// int

def
 
myList
 
=
 
List
();
 
// ジェネリック型 List[T] として宣言され、その後の使われ方から推論される

myList
.
Add
(
x
);
       
// コンパイラにより myList は List[int] と推論される

```

### 全ては式である
```
def
 
x
 
=

  
{
 
// x = 3 と等しい

    
def
 
y
 
=
 
1
;

    
def
 
z
 
=
 
2
;

    
y
 
+
 
z
   
// 最後に評価された値が返される

  
};

def
 
x
 
=

  
if
 
(
DateTime
.
Now
.
DayOfWeek
 
==
 
DayOfWeek
.
Monday
)
  
// if、using、try なども全て式である

    
"Monday"

  
else

    
"other day"
;

def
 
x
 
=
 
try
 
int
.
Parse
(
someString
)

        
catch
 
{
 
|
 
FormatException
()
 
=>
 
0
 
};

def
 
x
 
=
 
returnBlock
 
:
 

  
{

    
foreach
 
(
i
 
in
 
[
1
,
 
2
,
 
3
])

      
when
 
(
i
 
>
 
2
)

        
returnBlock
(
true
);
 
// ブロックを抜ける ( x = true となる )

    
false
 
// x = false

  
};

```

### タプル
```
def
 
k
 
=
 
(
1
,
 
"one"
);
 
// k : (int * string)

def
 
(
a
,
 
b
)
 
=
 
k
;
 
// a = 1, b = "one"

```

### パターンマッチ
```
def
 
result
 
=
 
match
 
(
number
)

{

  
|
 
0
            
=>
 
"zero"

  
|
 
1
            
=>
 
"one"

  
|
 
x
 
when
 
x
 
<
 
0
 
=>
 
"negative"

  
|
 
_
            
=>
 
"more than one"

}

```

変数パターン（値を変数に束縛する）:
```
def
 
check
 
(
o
 
:
 
object
)
 
{

  
match
 
(
o
)
 

  
{

    
|
 
i
 
is
 
int
    
=>
 
$"An int: 
$i
"

    
|
 
s
 
is
 
string
 
=>
 
$"A string: 
$
(
s
.T
oUpper
())
"

    
|
 
_
           
=>
 
"Object of another type"

  
}

}

```

タプルに対するマッチ:
```
match
 
(
tuple
)
 

{

  
|
 
(
 
42
,
 
_
 
)
 
=>
 
"42 on first position"

  
|
 
(
 
_
,
 
42
 
)
 
=>
 
"42 on second position"

  
|
 
(
 
x
,
 
y
 
)
  
=>
 
$"
(
 
$x
,
 
$y
 
)
"

}

```

正規表現によるマッチ:
```
using
 
Nemerle
.
Text
;

regexp
 
match
 
(
str
)
 
{

  
|
 
"a+.*"
                          
=>
 
printf
(
"a\n"
);

  
|
 
@
"(?<
num
 
:
 
int
>\
d
+
)
-\
w
+
"        => printf("
%d
\
n
", num + 3);

  | "
(?
<name>
(
Ala
|
Kasia
))?
 
ma
 
kota
" =>

     match (name) 

     {

       | Some (n) => printf("
%s
\
n
", n)

       | None     => printf("
noname
?
\
n
")

     }

  | _                               => printf("
default
\
n
"
);

}

```

### 関数型とローカル関数
```
using
 
System
.
Console
;
 
// クラスとモジュール(静的クラス)を名前空間として使用できる

def
 
next
(
x
)
 
{
 
x
 
+
 
1
 
};
 
// 引数 x の型は使われ方から推論される

def
 
mult
(
x
,
 
y
)
 
{
 
x
 
*
 
y
 
};

def
 
fibonacci
(
i
)

{

  
|
 
0
     
=>
 
0

  
|
 
1
     
=>
 
1

  
|
 
other
 
=>
 
fibonacci
(
i
 
-
 
1
)
 
+
 
fibonacci
(
i
 
-
 
2
)

};

WriteLine
(
next
(
9
));
        
// 10  "Console.WriteLine(next(9));" と等しい 

WriteLine
(
mult
(
2
,
 
2
));
     
// 4

WriteLine
(
fibonacci
(
10
));
 
// 55

```

### バリアント
バリアント (代数的データ型とも) は複数の種類の値を表現できる:
```
 
variant
 
RgbColor
{

   
|
 
Red

   
|
 
Yellow

   
|
 
Green

   
|
 
Different
 
{

       
red
 
:
 
float
;

       
green
 
:
 
float
;

       
blue
 
:
 
float
;

     
}

 
}

```

### メタプログラミング
Nemerle のマクロ機能は、コンパイル中にプログラム中のコードの生成・解析・編集を可能にする。マクロは通常のメソッド呼び出しとして使えるほか、構文を定義して用いることもできる。Nemerleの多くの構文(if、for、foreach、while、usingなど)はマクロによって定義されている。
"if" マクロの例:
```
macro
 
@if
 
(
cond
,
 
e1
,
 
e2
)

syntax
 
(
"if"
,
 
"("
,
 
cond
,
 
")"
,
 
e1
,
 
Optional
 
(
";"
),
 
"else"
,
 
e2
)

{

  
/*

    <[ ]> はコードクォートであり、Nemerleコンパイラは中身を構文木に変換して提供する。

    C# における式木に似ているところがある。

  */

  
<[

    
match
 
(
$cond
 
:
 
bool
)

    
{

      
|
 
true
 
=>
 
$e1

      
|
 
_
 
=>
 
$e2

    
}

  
]>

}

// コード中でマクロを使う:

def
 
max
 
=
 
if
 
(
a
 
>
 
b
)
 
a
 
else
 
b
;

// コンパイル中に上のコードは下のように展開される:

def
 
max
 
=
 
match
 
(
a
 
>
 
b
)

{

  
|
 
true
 
=>
 
a

  
|
 
_
    
=>
 
b

}

```

## 統合開発環境
NemerleはVisual Studio 2008に統合することができる。Visual Studio 2008 Shellをベースとした無料のIDEも存在する。
また、SharpDevelop用のプラグインも用意されている(プラグインのページ)。
アドインによりVisual Studio 2010にも統合が可能で、Visual Studio 2013版も存在している。

## 例

### Hello, World!
伝統的なHello worldは、次のようにC#ライクなスタイルで書くことができる。
```
 
class
 
Hello
 
{

   
static
 
Main
 
()
 
:
 
void
 
{

     
System
.
Console
.
WriteLine
 
(
"Hello, world!"
);

   
}

 
}

```

あるいは、よりシンプルに
```
 
System
.
Console
.
WriteLine
(
"Hello, world!"
);

```

とも書ける。

### マクロの例

#### 文字列フォーマット
$ 記号により文字列中に値を展開することができる:
```
def
 
s
 
=
 
$
"The number is 
$i
"
;
 
// $i を変数 i の値で置き換える 

def
 
s
 
=
 
$
"
$x
 + 
$y
 = $(x+y)"
;
 
// $(...) を使うことで複雑な式も展開できる

```

#### コード生成
StructuralEquality、Memoize、json、withなどはコンパイル時にコードを生成するマクロである。
いくつかのマクロ(StructuralEquality, Memoize)はC#における属性のように見えるが、コンパイル時に適切なコードへの変換を行う。
```
[StructuralEquality]
 
// IEquatable[Sample] インターフェースを自動で実装するマクロ

class
 
Sample

{

   
[Memoize]
  
// 最初の計算結果を保持する

   
public
 
static
 
SomeLongEvaluations
()
 
:
 
int
  

   
{

       
MathLib
.
CalculateNthPrime
(
10000000
)

   
}

   
[DependencyProperty]
 
// WPF 依存関係プロパティ

   
public
 
DependencyPropertySample
 
{
 
get
;
 
set
;
 
}

   

   
public
 
static
 
Main
()
 
:
 
void

   
{

/* 構文マクロ "json" は次のようなコードを生成する:

JObject.Object([("a", JValue.Number(SomeLongEvaluations())), ("b", JValue.Number(SomeLongEvaluations() + 1))])

*/

       
def
 
jObject
 
=
 
json
 
{
 
a
:
 
SomeLongEvaluations
();
 
b
:
 
(
SomeLongEvaluations
()
 
+
 
1
)}
 

// オブジェクト初期化マクロ "<-" はC#のオブジェクト初期化子と同じ機能を提供する

       
def
 
k
 
=
 
Diagnostics
.
Process
()
 
<-
 

       
{

          
StartInfo
 
<-
 
// コンストラクタ呼び出しなしに内部のプロパティの初期化を行える

          
{

              
FileName
 
=
 
"calc.exe"
;

              
UseShellExecute
 
=
 
true
;

          
}
   

          
Exited
 
+=
 
()
 
=>
 
WriteLine
(
"Calc done"
);
 
// イベントとデリゲート

       
}

       
ReadLine
();

   
}

}

```

#### データベースへのアクセス
例えば、Nemerleのマクロを用いてSQL文を発行するコードは以下のように書くことができる。
```
 
ExecuteReaderLoop
 
(
"SELECT firstname, lastname FROM employee WHERE firstname = $myparm"
,
 
dbcon
,

 
{

   
System
.
Console
.
WriteLine
 
(
"Name: {0} {1}"
,
 
firstname
,
 
lastname
)
 

 
});

```

これは、次の文の代わりに用いられる。
```
 
string
 
sql
 
=
 
"SELECT firstname, lastname FROM employee WHERE firstname = :a"
;

 
NpgsqlCommand
 
dbcmd
 
=
 
new
 
NpgsqlCommand
 
(
sql
,
 
dbcon
,
 
dbtran
);

 
dbcmd
.
Parameters
.
Add
(
"a"
,
 
myparm
);

 

 
NpgsqlReader
 
reader
 
=
 
dbcmd
.
ExecuteReader
();

 

 
while
(
reader
.
Read
())
 
{

   
string
 
firstname
 
=
 
reader
.
GetString
 
(
0
);

   
string
 
lastname
 
=
 
reader
.
GetString
 
(
1
);

   
System
.
Console
.
WriteLine
 
(
"Name: {0} {1}"
,
 
firstname
,
 
lastname
)
 

 
}

 
reader
.
Close
();

 
dbcmd
.
Dispose
();

```

これは、ライブラリ中の幾つかの動作を隠すだけでなく、クエリ文字列や変数、データベースから返されたコラムがコンパイラによって理解され実行されるということを表している。ExecuteReaderLoopマクロは、プログラマが記述しなければならないコードと同等のコードを生成させることができる。またSQL文が正しいかどうかをコンパイル時に検査することも可能である。

#### 新しい言語の実装
Nemerleのマクロを用いると、言語に新しい構文を導入することも可能である。
```
 
macro
 
ReverseFor
 
(
i
,
 
begin
,
 
body
)
 

 
syntax
 
(
"ford"
,
 
"("
,
 
i
,
 
";"
,
 
begin
,
 
")"
,
 
body
)

 
{

   
<[
 
for
 
(
$i
 
=
 
$begin
;
 
$i
 
>=
 
0
;
 
$i
--)
 
$body
 
]>

 
}

```

この例ではford ( EXPR ; EXPR ) EXPR構文を定義していて、この構文は次のように用いることができる。
```
 
ford
 
(
i
 
;
 
n
)
 
print
 
(
i
);

```

### NemerleとASP.NET
NemerleはASP.NET上に直接組み込むことが可能である。
```
<%@ Page Language="Nemerle" %>
 <script runat="server">
 
     Page_Load(_ : object, _ : EventArgs) : void {
         Message.Text = $"You last accessed this page at: $(DateTime.Now)";
     }
 
     EnterBtn_Click(_ : object, _ : EventArgs) : void {
         Message.Text = $"Hi $(Name.Text), welcome to ASP.NET!";
     }
 
 </script>
 
 <html>
     <body>
         <form runat="server">
             Please enter your name: <asp:TextBox ID="Name" runat="server" />
             <asp:Button OnClick="EnterBtn_Click" Text="Enter" runat="server" />
 
             <p><asp:Label ID="Message" runat="server" /></p>
         </form>
     </body>
 </html>
```

また、別ファイルにコードを記載し、それを呼び出すことも可能である。
```
<%@ Page Language="Nemerle" Src="test.n" Inherits="Test" %>
```

### P/Invoke
Nemerleはネイティブのプラットフォームライブラリを呼び出すことができる。その構文はC#やその他の.NET言語に非常に似ている。
```
 
using
 
System
;

 
using
 
System.Runtime.InteropServices
;

 

 
class
 
PlatformInvokeTest

 
{

     
[DllImport("msvcrt.dll")]

     
public
 
extern
 
static
 
puts
(
c
 
:
 
string
)
 
:
 
int
;

  

     
[DllImport("msvcrt.dll")]

     
internal
 
extern
 
static
 
_flushall
()
 
:
 
int
;

     

     
public
 
static
 
Main
()
 
:
 
void

     
{

         
_
 
=
 
puts
(
"Test"
);

         
_
 
=
 
_flushall
();

     
}

 
}

```

## 参照
1. ↑  “Twitter / orangy: We've decided to bring Nemerle”.   Twitter.com. 2013年9月5日閲覧。
2. ↑  “JetBrains .NET Tools Blog » JetBrains and Nemerle”.   Blogs.jetbrains.com (2012年6月27日). 2013年9月5日閲覧。
3. ↑  “Google Discussiegroepen”.   Groups.google.com. 2013年9月5日閲覧。
4. ↑  Nemerle Studio Microsoft Setup Installer can be installed after installation of Visual Studio Shell 2008 Isolated

## 参考
- Publications about Nemerle in RSDN Magazine, Russian official science magazine
- Moskal, Michał (27 June 2005). Type Inference with Deferral. Institute of Computer Science, University of Wrocław.
- Presentation "Nemerle is notable" by Denis Rystsov
- Article "Unconventional languages for unconventional supercomputers" by Andrey Adinetz